# Рімавська Собота
Рімавськá Со́бота (словац. Rimavská Sobota, вимова; нім. Großsteffelsdorf; угор. Rimaszombat) — місто, громада, адміністративний центр округу Рімавська Собота, Банськобистрицький край, південна Словаччина; в долині річки Рімава в Словацькому Рудогор'ї. Кадастрова площа громади — 77,55 км². Населення міста близько 25 тис. осіб.

## Історія
Рімавська Собота виникла ймовірно в другій половині XI століття як торгове поселення. Місто вперше згадано 1271 року як володіння калочського архієпископа. В 1335 Рімавська Собота отримує міські права. В XV столітті місто починає інтенсивно розвиватися.
В 1553 місто захоплюють турки і він до 1686 стає частиною Османської імперії. З цієї пори в місті Рімавська Собота зберігся турецький архів.
В XVII столітті через місто Рімавська Собота кілька разів пройшли анти-габсбурзькі війська Бетлена і Ракоці. В XVIII столітті наступає другий розквіт міста і воно стає адміністративним центром. В 1805 тут зупинявся з армією Кутузов.
В 1919 році місто Рімавська Собота захопила Угорська Червона Армія, в липні місто звільнила чехословацька армія.
З 1938 року місто під окупацією Угорщини. 21 грудня 1944 року місто Рімавська Собота звільнили радянські війська.

## Географія
Місто розташоване в історичному регіоні Малогонт
1. sitelinks-wikipedia|[d]]], за 75 км на південний схід від адмінцентру краю міста Банська Бистриця та за 18 км від кордону з Угорщиною. Протікає річка Люкава.

### Райони
- Bakta (у 1926—1973 роках окрема громада)
- Kurinec
- Rimavská Sobota
- Sabová
- Sobôtka
- Včelinec
- Vinice
- Dúžava (з 1975)
- Mojín (з 1975)
- Nižná Pokoradz (з 1975)
- Vyšná Pokoradz (з 1975)

## Населення
| Рік:            | 1994.  | 2004.   | 2014.   | 2024.    |
| --------------- | ------ | ------- | ------- | -------- |
| Кількість осіб: | 25 341 | 24 520  | 24 268  | 21 175   |
| Різниця:        |        | -3,23 % | -1,02 % | -12,74 % |

| Рік:            | 2023.  | 2024.   |
| --------------- | ------ | ------- |
| Кількість осіб: | 21 341 | 21 175  |
| Різниця:        |        | -0,77 % |

## Пам'ятки
- Ансамбль головної площі (XVI століття)
- Костел св. Іоанна Хрестителя
- Лютеранська кірха

## Галерея

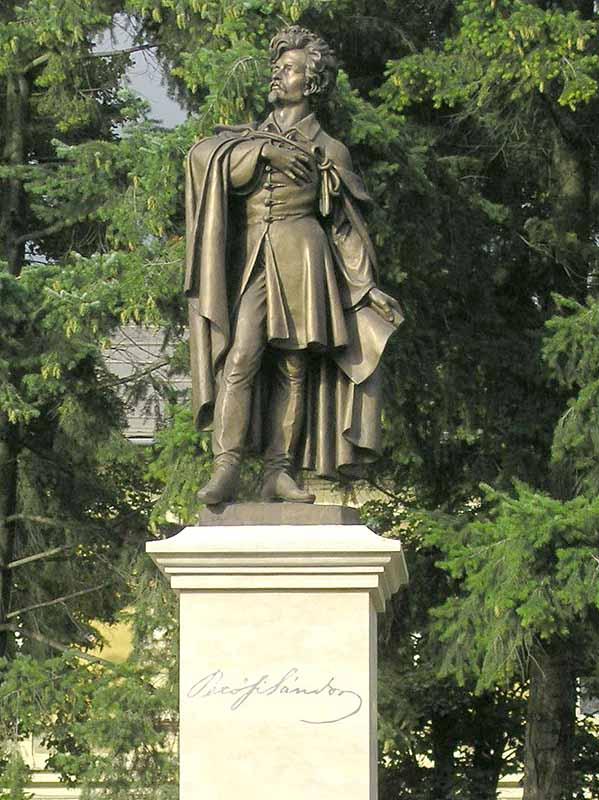
Пам'ятник Петефі скульптора Міклоша Іжо